# Balinț
Balinț (in ungherese Bálinc, in tedesco Balintz) è un comune della Romania di 1656 abitanti, ubicato nel distretto di Timiș, nella regione storica del Banato. 
Il comune è formato dall'unione di 4 villaggi: Balinț, Bodo, Fădimac, Târgoviște.